# Terugtrekking
Terugtrekking is de houding van iemand die een originele doelstelling niet meer onderschrijft of haalbaar acht en ook de achterliggende methodes en middelen niet meer gebruikt. 
Het kan optreden in een maatschappij waarbij bepaalde doelen hoog worden gewaardeerd, maar niet voor iedereen bereikbaar zijn. Voor diegenen die het niet lukt deze doelen te bereiken, resten een aantal opties. Als de middelen nog wel gebruikt worden, is er sprake van ritualisme. Het volledig afwijzen van de bestaande doelen en middelen resulteert in terugtrekking, tenzij er nieuwe doelen en middelen worden gevonden, wat kan uitmonden in rebellie.
Terugtrekking is te vinden bij daklozen die aansluiting bij de maatschappij verliezen, zonder iets nieuws voor zichzelf te kunnen neerzetten.